# Ландсберг, Курт
Курт Ла́ндсберг (нем. Kurt Landsberg; 20 марта 1892, Берлин — 28 февраля 1964, Западный Берлин) — немецкий политик с большим стажем политической деятельности в Берлине, член ХДС, впоследствии перешёл в СДПГ.

## Биография
В 1922 году Курт Ландсберг сдал экзамен на дипломированного экономиста, до 1933 года работал учителем в разных школах, затем получил должность доцента на вечерних образовательных курсах в Берлине. Ландсберг вступил в Немецкую демократическую партию и был избран в законодательное собрание берлинского района Митте и возглавлял фракцию.
После прихода к власти национал-социалистов с марта 1933 года получил запрет на профессию по расистским и политическим основаниям. Руководил частной еврейской школой в Груневальде, в 1939 году после закрытия школы оказался безработным и с 1940 года работал служащим на станкостроительном заводе в Берлине. После войны Ландсберг вернулся к преподавательской деятельности, вступил в ХДС. После муниципальных выборов в Берлине в 1946 году вошёл в состав окружного правительства в качестве советника по вопросам народного образования в Штеглице. Спустя год Ландсберг получил назначение профессором истории в Берлинской высшей школе музыки.
В 1948 году Курт Ландсберг вошёл в состав организационного комитета, подготавливавшего учреждение Свободного университета Берлина. В том же году был избран в городское собрание Западного Берлина и возглавлял в нём фракцию ХДС вплоть до своего перехода в СДПГ в 1950 году в связи с конфликтом по поводу берлинского закона о школьном образовании. В конце октября 1957 года был избран президентом Палаты депутатов Берлина, сменив на этой должности Вилли Брандта. Вышел в отставку в начале марта 1958 года по собственному прошению в связи с конфликтом с Гарри Гёцем по поводу авторского права. Похоронен на Целендорфском лесном кладбище в Берлине.